# Les Chartreux (Marseille)
Pour les articles homonymes, voir Chartreux (homonymie).
Les Chartreux sont un quartier du 4e arrondissement de Marseille qui doit son nom à un monastère de l'ordre des Chartreux dont il ne subsiste que l'église des Chartreux.
Le nom du quartier vient de l’ordre monastique créé par saint Bruno dans le Dauphiné. En 1633, la Chartreuse de Villeneuse-lès-Avignon fonde un nouveau monastère dans le centre-est marseillais, proche de la ville mais situé dans un lieu calme avec des terres irrigables à partir du ruisseau du Jarret. Cela deviendra plus tard le Grand Domaine des Chartreux.

## Géographie
Le quartier est situé au nord-est du 4e arrondissement, limitrophe du quartier Saint-Just au nord, Montolivet à l'est, Cinq-Avenues et La Blancarde au sud et Chutes-Lavie à l'ouest.
Il est délimité au nord par les boulevard Lambert et Barry, à l'est, l'avenue de Montolivet et la rue Roquebrune, au sud, la ligne du chemin de fer et à l'ouest la rue Jeanne Jugan et l'avenue de Saint-Just.
Le quartier est constitué d'un vallon traversé par la rivière Jarret, aujourd'hui recouverte par les boulevards du Maréchal Juin, Françoise Duparc et Sakakini.

## Transports
Le quartier est situé à proxmité des gares ferroviaires de Saint Charles et de la Blancarde. Il est également desservi par une ligne de métro et plusieurs lignes de bus.

## Histoire
Ce quartier, au cours des années, s’est développé le long d’un vallon que l’on appelle Madeleine, un affluent du Jarret qui le coupe en deux. Autrefois étroit passage entre les deux plateaux de Saint-Charles et de Saint-Julien qui au-delà s’élève vers le Garlaban, il voyait les eaux souvent tumultueuses descendantes des collines. De cette situation, le quartier acquiert peu à peu une notoriété de zone de détente agréable et de culture maraîchère.
C’est en 1684 que l’église est construite, initialement en tant que chapelle du monastère de l'ordre des Chartreux construit à partir de 1633 qui a donné son nom au quartier, ce qui fait d’elle une des plus anciennes de la ville. Consacrée en 1702, elle fut préservée lors de la Révolution et deviendra plus tard l'église paroissiale Sainte-Marie-Madeleine. Les bâtiments conventuels (cloîtres, moulins à vent et à eau) ainsi que les jardins furent vendus entre 1792 et 1793.
En 1803, est installé sur une parcelle de l'ancien jardin du monastère (boulevard d'Arras) le jardin des plantes municipal dirigé par le botaniste Bernard Gouffé de Lacour dit Lacour-Gouffé (1755-1834). La toponymie des lieux (Impasse du Jardin des Plantes, rue des frères botanistes Jussieu) atteste de la présence de ce jardin botanique, qui sera détruit en 1856 et transféré en son emplacement actuel près de Borély en raison de la construction du chemin de fer Marseille-Toulon.
Inaugurée en 1858, la ligne traverse le quartier depuis la rotonde ferroviaire de la Gare Saint Charles et le tunnel sous les Chutes-Lavie, enjambant sur ponts l'avenue des Chartreux, le boulevard d'Arras, le Jarret puis la rue Saint-Bruno en direction de la gare de la Blancarde.
De 1900 à 1910, la famille Pagnol vit dans le quartier, le père de Marcel, Joseph, étant nommé « instituteur titulaire à l'école du Chemin des Chartreux, la plus grande école communale de Marseille » (actuel collège du même nom) : le futur académicien y passe ainsi une grande partie de son enfance.
Le 3 septembre 1952, vers 22h, une violente explosion dans les locaux de l'huilerie-savonnerie Rabatau située rue Banon (au croisement de cette rue avec le boulevard du Maréchal Juin) qui fit dix-sept morts, des dizaines de blessés et des milliers de sinistrés,. Trois cent cinquante immeubles furent endommagés et de vastes chantiers de construction/destruction furent engagés pendant plusieurs années.
Une station de métro fut inaugurée en 1977 sous l'église place Edmond Audran en même temps que celle de Saint-Just un peu plus au nord.
En 1994, son construits au nord du quartier l'Hôtel abritant le Conseil départemental des Bouches-du-Rhône et la Métropole, ainsi que la salle de spectacle du Dôme.

## Population et société

### Démographie
La population du quartier est stable depuis 1990 (9 500 habitants environ).

### Administration et services
Le quartier dépend de la mairie des 4/5 arrondissements, située 13 square Sidi Brahim.
Plusieurs centres municipaux d'animation (CMA) en dépendent dont, pour le quartier, ceux de Fédération, de Boulle et des Chartreux.
Un bureau de poste et un commissariat sont implantés avenue des Chartreux.

### Politique
Le quartier relève du Canton de Marseille-1.

### Enseignement
Les établissements scolaires publics du quartier dépendent de l'académie d'Aix-Marseille. Les enfants du quartier peuvent notamment suivre leur scolarité à l'école primaire des Chartreux (117 de l'avenue éponyme) et au collège public des Chartreux (56 de l'avenue éponyme).
Des établissements privés sous contrat comme le collège Saint Bruno propose également des prestations d'enseignement général.

### Cultes
Les pratiquants du culte catholique dépendent de la paroisse Sainte-Marie-Madeleine des Chartreux et de celle de Saint Calixte, du Diocèse de Marseille.